# Temporada 2014 del Campeonato Brasileño de Moto 1000 GP
La temporada 2014 del Campeonato Brasileño de Motovelocidade es la 1.ª edición sin el sello del Moto 1000 GP y la 6.ª edición del Campeonato Brasileño de Motovelicidade.
El "Campeonato Brasileño de Moto 1000 GP" es la principal categoría de motociclismo en Brasil junto con Campeonato Brasileño de Superbikes. Fue creado en 2011. y ha sido gestionado desde su fundación por la empresa de Alex Barros.
Una superbike (abreviado a menudo como SBK) es un tipo de motocicleta que se utiliza en competiciones de motociclismo de velocidad, entre ellas el Campeonato Mundial de Superbikes y el Campeonato Mundial de Motociclismo de Resistencia. A diferencia de las motocicletas usadas en el Campeonato Mundial de Motociclismo, las superbikes deben ser modelos derivados de los de serie. Esto las hace menos costosas de desarrollar y mantener, por lo cual varios campeonatos nacionales de motociclismo de velocidad se disputan con ellas.
Para que las marcas de motocicletas puedan usar sus motocicletas en los campeonatos, deben primero homologarlas y vender una cierta cantidad de unidades al público. Según el campeonato, se permite la modificación de suspensiones, frenos y ruedas. Los motores son de alta cilindrada: entre 850 y 1200 cc para motores bicilíndricos, y entre 750 y 1000 cc para los de cuatro cilindros. Hasta mediados de la década de 1990, también se permitieron motores de dos tiempos en lugar de cuatro tiempos, en este caso de hasta 500 cc de cilindrada.

## Calendario
| Ronda | Fecha            | Gran Premio                        | Circuito                                          | Ciudad                | Horário | Info   |
| ----- | ---------------- | ---------------------------------- | ------------------------------------------------- | --------------------- | ------- | ------ |
| 1     | 4 de mayo        | Grande Prêmio de Santa Cruz do Sul | Autódromo Internacional de Santa Cruz do Sul      | Santa Cruz do Sul, RS | 10h30   | [ 4 ]  |
| 2     | 15 de junio      | Grande Prêmio de São Paulo         | Autódromo José Carlos Pace                        | São Paulo, SP         | 10h30   | [ 5 ]  |
| 3     | 27 de julio      | Grande Prêmio Motul                | Autódromo Internacional Ayrton Senna              | Goiânia, GO           | 10h30   | [ 6 ]  |
| 4     | 31 de agosto     | Grande Prêmio Cascavel             | Autódromo Internacional de Cascavel - Zilmar Beux | Cascavel, PR          | 09h00   | [ 7 ]  |
| 5     | 21 de septiembre | Grande Prêmio Goiás                | Autódromo Internacional Ayrton Senna              | Goiânia, GO           | 11h00   | [ 8 ]  |
| 6     | 26 de octubre    | Grande Prêmio de Curitiba          | Autódromo Internacional de Curitiba               | Curitiba, PR          | 01h00   | [ 9 ]  |
| 7     | 23 de noviembre  | Grande Prêmio Lubrax               | Autódromo Internacional de Santa Cruz do Sul      | Santa Cruz do Sul, RS | 10h00   | [ 10 ] |
| 8     | 14 de diciembre  | Grande Prêmio Goiânia              | Autódromo Internacional Ayrton Senna              | Goiânia, GO           | 10h00   | [ 11 ] |

## Equipos y pilotos

### GP 1000
| Equipe                                   | Construtor | Moto                  | Pneu | N.° | Nome do piloto       | Rodada    |
| ---------------------------------------- | ---------- | --------------------- | ---- | --- | -------------------- | --------- |
| Motonil Motors-PDV Brasil                | Honda      | Honda CBR 1000RR      | P    | 61  | Miguel Praia         | 1-4 y 6-8 |
| Motonil Motors-PDV Brasil                | Honda      | Honda CBR 1000RR      | P    | 46  | Alecsandre De Grandi | 2         |
| Tecfil Racing Team                       | Kawasaki   | Kawasaki Ninja ZX-10R | P    | 29  | Wesley Gutierrez     | Todas     |
| Tecfil Racing Team                       | Kawasaki   | Kawasaki Ninja ZX-10R | P    | 91  | Danilo Lewis         | Todas     |
| Center Moto Racing Team                  | Suzuki     | Suzuki GSX-R 1000     | P    | 24  | Diego Faustino       | 1-6       |
| Center Moto Racing Team                  | Suzuki     | Suzuki GSX-R 1000     | P    | 99  | Pierre Chofard       | 8         |
| HPN Racing                               | Honda      | Honda CBR 1000RR      | P    | 22  | Márcio Luchese       | 7         |
| M2B Racing                               | Kawasaki   | Kawasaki Ninja ZX-10R | P    | 39  | Danny Eslick         | 1         |
| M2B Racing                               | Kawasaki   | Kawasaki Ninja ZX-10R | P    | 66  | Ricieri Luvizotto    | 1-5       |
| Team Suzuki PRT                          | Suzuki     | Suzuki GSX-R 1000     | P    | 94  | Renato Andreguetto   | 1-6       |
| Team Suzuki PRT                          | Suzuki     | Suzuki GSX-R 1000     | P    | 97  | Alan Douglas Santos  | 2-7       |
| Competizione Racing Team                 | Kawasaki   | Kawasaki Ninja ZX-10R | P    | 82  | Nico Ferreira        | 1-3 y 6-8 |
| Competizione Racing Team                 | Kawasaki   | Kawasaki Ninja ZX-10R | P    | 55  | Naser Al Malki       | 2-5 y 8   |
| Competizione Racing Team                 | Kawasaki   | Kawasaki Ninja ZX-10R | P    | 51  | Luís Fittipaldi      | 1-5 y 8   |
| MGBikes Yamaha Racing                    | Yamaha     | Yamaha YZF-R1         | P    | 28  | Sérgio Fasci         | Todas     |
| Grinjets                                 | Honda      | Honda CBR 1000RR      | P    | 67  | Marcos Salles        | 1-4 y 6-7 |
| JC Racing Team                           | BMW        | BMW S1000RR           | P    | 40  | Victor Moura         | 4-6       |
| JC Racing Team                           | BMW        | BMW S1000RR           | P    | 11  | Daniel Lenzi         | 1-2 y 4   |
| MRP Racing                               | Suzuki     | Suzuki GSX-R 1000     | P    | 49  | Nick Iatauro         | 1-6 y 8   |
| Scuderia SBK Ducati Cidade Jardim        | Ducati     | Ducati Panigale V4 R  | P    | 20  | Sebastiano Zerbo     | 2 y 4     |
| Scuderia SBK Ducati Cidade Jardim        | Ducati     | Ducati Panigale V4 R  | P    | 43  | Diego Pretel         | 2         |
| Team SWPN                                | Kawasaki   | Kawasaki Ninja ZX-10R | P    | 87  | Phillippe Thiriet    | 1 y 4-6   |
| Team SWPN                                | Kawasaki   | Kawasaki Ninja ZX-10R | P    | 38  | Robson Portaluppi    | 7         |
| Triple M Racing                          | BMW        | BMW S1000RR           | P    | 13  | Douglas Figueiredo   | 5-6       |
| Triple M Racing                          | BMW        | BMW S1000RR           | P    | 86  | Danilo Andric        | 1-3       |
| PRT                                      | Kawasaki   | Kawasaki Ninja ZX-10R | P    | 52  | Diego Pierluigi      | 3-8       |
| PRT                                      | Kawasaki   | Kawasaki Ninja ZX-10R | P    | 19  | Marco Solorza        | 5-8       |
| PRT                                      | Kawasaki   | Kawasaki Ninja ZX-10R | P    | 92  | Martín Solorza       | 8         |
| BMW Motorrad Petronas Alex Barros Racing | BMW        | BMW S1000RR           | P    | 26  | Matthieu Lussiana    | Todas     |
| BMW Motorrad Petronas Alex Barros Racing | BMW        | BMW S1000RR           | P    | 70  | Luciano Ribodino     | Todas     |
| BMW Motorrad Petronas Alex Barros Racing | BMW        | BMW S1000RR           | P    | 4   | Alex Barros          | 3         |
| BMW Motorrad Petronas Alex Barros Racing | BMW        | BMW S1000RR           | P    | 90  | Lucas Barros         | 1-4 y 7-8 |

| Legenda             |
| ------------------- |
| Piloto da Temporada |
| Piloto Convidado    |
| Piloto Substituto   |

### GP Light
| Equipe                  | Construtor | Moto                  | Pneu | N.° | Nome do piloto     | Rodada    |
| ----------------------- | ---------- | --------------------- | ---- | --- | ------------------ | --------- |
| MGBikes Yamaha Racing   | Yamaha     | Yamaha YZF-R1         | P    | 7   | Nicolas Tortone    | Todas     |
| MGBikes Yamaha Racing   | Yamaha     | Yamaha YZF-R1         | P    | 77  | Eric Borsani       | 2-5       |
| Kawasaki Racing Brasil  | Kawasaki   | Kawasaki Ninja ZX-10R | P    | 16  | Lucas Werneck      | Todas     |
| Kawasaki Racing Brasil  | Kawasaki   | Kawasaki Ninja ZX-10R | P    | 26  | Gabriel Peralta    | 6-7       |
| Duende Racing           | Honda      | Honda CBR 1000RR      | P    | 95  | Bruno Pedrosa      | Todas     |
| Duende Racing           | Honda      | Honda CBR 1000RR      | P    | 43  | Carlos Bordoni     | 1         |
| PALIGO Racing           | Kawasaki   | Kawasaki Ninja ZX-10R | P    | 42  | Geraldo Gouvêia    | 1-4       |
| PALIGO Racing           | Kawasaki   | Kawasaki Ninja ZX-10R | P    | 1   | Elias Marçal       | Todas     |
| Molenaar Racing         | Yamaha     | Yamaha YZF-R1         | P    | 4   | Yangel Herrera     | Todas     |
| Molenaar Racing         | Yamaha     | Yamaha YZF-R1         | P    | 3   | Édson Serafim      | 1-7       |
| Racing DC               | Yamaha     | Yamaha YZF-R1         | P    | 94  | Dênis Abreu        | 1-5       |
| Racing DC               | Yamaha     | Yamaha YZF-R1         | P    | 5   | Gérson Borges      | 1-3 y 8   |
| RBR-Racing              | Ducati     | Ducati Panigale V4 R  | P    | 75  | Anderson Branco    | Todas     |
| RBR-Racing              | Ducati     | Ducati Panigale V4 R  | P    | 51  | Selmir Carmo       | Todas     |
| TEAM Schlosser          | Yamaha     | Yamaha YZF-R1         | P    | 48  | Max Oliveira       | 1-7       |
| TEAM Schlosser          | Yamaha     | Yamaha YZF-R1         | P    | 41  | Hudson Bazard      | Todas     |
| Rowan Racing            | Kawasaki   | Kawasaki Ninja ZX-10R | P    | 38  | Warley Nascimento  | 2         |
| Rowan Racing            | Kawasaki   | Kawasaki Ninja ZX-10R | P    | 98  | Pedro Osório       | 6-8       |
| Rowan Racing            | Kawasaki   | Kawasaki Ninja ZX-10R | P    | 59  | Juarez Gomes       | Todas     |
| Team-Venus              | Kawasaki   | Kawasaki Ninja ZX-10R | P    | 17  | Reginaldo França   | 3 y 8     |
| Team-Venus              | Kawasaki   | Kawasaki Ninja ZX-10R | P    | 14  | Elmir Gonçalves    | 1-4 y 6-8 |
| Azteca Motorsport       | Kawasaki   | Kawasaki Ninja ZX-10R | P    | 93  | Gabriel Cantonatti | Todas     |
| Azteca Motorsport       | Kawasaki   | Kawasaki Ninja ZX-10R | P    | 74  | Nilton Eduardo     | 1 y 5     |
| Auto in Motorsport      | Kawasaki   | Kawasaki Ninja ZX-10R | P    | 44  | Lucas Bernabéu     | 2-8       |
| Auto in Motorsport      | Kawasaki   | Kawasaki Ninja ZX-10R | P    | 9   | Darling Cardoso    | 5-8       |
| Vergani Racing          | Honda      | Honda CBR 1000RR      | P    | 63  | Lucas Jardim       | Todas     |
| Dezeró Racing           | Honda      | Honda CBR 1000RR      | P    | 66  | Luciano Müller     | 8         |
| Dezeró Racing           | Honda      | Honda CBR 1000RR      | P    | 27  | Marcelo Catori     | Todas     |
| Movistar Racing Fórmula | Aprilia    | Aprilia RSV4          | P    | 72  | Renato Cattalini   | 1-7       |
| Movistar Racing Fórmula | Aprilia    | Aprilia RSV4          | P    | 54  | Valery Fernández   | 4         |
| Dealer Team             | Kawasaki   | Kawasaki Ninja ZX-10R | P    | 92  | Renan Pizzi        | 1-3       |
| Dealer Team             | Kawasaki   | Kawasaki Ninja ZX-10R | P    | 69  | Rafael Sportelli   | 1-7       |
| Dealer Team             | Kawasaki   | Kawasaki Ninja ZX-10R | P    | 15  | Carlo Romani       | 3         |
| Euro Racing             | Honda      | Honda CBR 1000RR      | P    | 62  | Eric Monjonell     | 3         |
| Euro Racing             | Honda      | Honda CBR 1000RR      | P    | 87  | Ernesto Brandão    | 1-2       |
| Bohlin Motorsport       | Honda      | Honda CBR 1000RR      | P    | 81  | Márcio Faria       | 6         |
| Bohlin Motorsport       | Honda      | Honda CBR 1000RR      | P    | 55  | Lindomar Gartz     | 4-5       |
| Eagle Racing Team       | BMW        | BMW S1000RR           | P    | 2   | Robert Allaer      | 1-7       |
| Eagle Racing Team       | BMW        | BMW S1000RR           | P    | 53  | Cristiano Reis     | 3 y 8     |
| Giesse Team             | KTM        | KTM RC 8C             | P    | 73  | Geziel Ramos       | 5         |
| Giesse Team             | KTM        | KTM RC 8C             | P    | 65  | José Marciano      | 6-8       |
| Tampolli Racing         | Kawasaki   | Kawasaki Ninja ZX-10R | P    | 39  | Bruno Luciano      | 8         |
| Tampolli Racing         | Kawasaki   | Kawasaki Ninja ZX-10R | P    | 78  | Eduado Santos      | 8         |
| Diamond Racing          | BMW        | BMW S1000RR           | P    | 85  | Roberto Xavier     | 8         |
| Diamond Racing          | BMW        | BMW S1000RR           | P    | 50  | Ernesto Otero      | 1-7       |
| Tecfil Racing Team      | BMW        | BMW S1000RR           | P    | 56  | Rick Rosin         | 3         |
| Tecfil Racing Team      | BMW        | BMW S1000RR           | P    | 31  | Vinícius Mauri     | Todas     |
| PSBK Racing             | BMW        | BMW S1000RR           | P    | 97  | Marcelo Mallo      | 6-8       |
| PSBK Racing             | BMW        | BMW S1000RR           | P    | 96  | Matías Moreno      | Todas     |
| Ilusion Racing          | BMW        | BMW S1000RR           | P    | 22  | Ismael Araújo      | 1 y 8     |
| Ilusion Racing          | BMW        | BMW S1000RR           | P    | 23  | Jonathan Valentim  | 4-8       |
| RXP/TRH Racing          | Suzuki     | Suzuki GSX-R 1000     | P    | 86  | Hiroki Mawatari    | 1-7       |
| RXP/TRH Racing          | Suzuki     | Suzuki GSX-R 1000     | P    | 90  | Charles Gruenberg  | 1-5       |
| Reparto Corse           | Yamaha     | Yamaha YZF-R1         | P    | 57  | Mário Romancini    | 4-8       |
| Reparto Corse           | Yamaha     | Yamaha YZF-R1         | P    | 24  | Adriano Pizzonia   | 14        |
| ETG Racing              | KTM        | KTM RC 8C             | P    | 82  | Valmir Evang       | 2         |
| ETG Racing              | KTM        | KTM RC 8C             | P    | 28  | Ricardo Vassmer    | 1         |
| Franco Racing VHC Team  | Yamaha     | Yamaha YZF-R1         | P    | 52  | Ildeu Ferreira     | 7         |
| Franco Racing VHC Team  | Yamaha     | Yamaha YZF-R1         | P    | 60  | Fernando Herrero   | 7         |
| GS Stratos Racing       | Suzuki     | Suzuki GSX-R 1000     | P    | 33  | Jerry Andrade      | 6         |
| 44 Team                 | Kawasaki   | Kawasaki Ninja ZX-10R | P    | 8   | Hiran Amorim       | 8         |
| MRE Talent              | Yamaha     | Yamaha YZF-R1         | P    | 25  | Fabian Leyton      | 2         |

| Legenda             |
| ------------------- |
| Piloto da Temporada |
| Piloto Convidado    |
| Piloto Substituto   |

### GP 600
| Equipe                 | Construtor | Moto                 | Pneu | N.° | Nome do piloto            | Rodada    |
| ---------------------- | ---------- | -------------------- | ---- | --- | ------------------------- | --------- |
| Carlos Barcelos Racing | Yamaha     | Yamaha YZF-R6        | P    | 55  | Maximiliano Gerardo       | 1-5 y 8   |
| Carlos Barcelos Racing | Yamaha     | Yamaha YZF-R6        | P    | 71  | Juan Solorza              | 5-7       |
| Fábio Loko Racing      | BMW        | BMW S6RR             | P    | 56  | Pedro Sampaio             | Todas     |
| Fábio Loko Racing      | BMW        | BMW S6RR             | P    | 66  | Ricardo Fox               | 2         |
| Igax Team              | Honda      | Honda CBR 600RR      | P    | 69  | Joélsu da Silva           | Todas     |
| Igax Team              | Honda      | Honda CBR 600RR      | P    | 21  | Marcus Trotta             | 1         |
| Igax Team              | Honda      | Honda CBR 600RR      | P    | 52  | Charles Bortolosso        | 2         |
| BRP Racing             | Yamaha     | Yamaha YZF-R6        | P    | 18  | André Veríssimo           | 4-8       |
| BRP Racing             | Yamaha     | Yamaha YZF-R6        | P    | 94  | Antônio Télvio            | Todas     |
| DKR Engineering        | Kawasaki   | Kawasaki Ninja ZX-6R | P    | 24  | Sebastián Martínez        | Todas     |
| DKR Engineering        | Kawasaki   | Kawasaki Ninja ZX-6R | P    | 92  | Matheus Oliveira          | Todas     |
| Kemppi Motorsport      | Suzuki     | Suzuki GSX-R 600     | P    | 8   | Alex Pires                | Todas     |
| Kemppi Motorsport      | Suzuki     | Suzuki GSX-R 600     | P    | 23  | Marcelo Dias              | 1-2 y 4-8 |
| Gebhardt Motorsport    | Honda      | Honda CBR 600RR      | P    | 54  | Sérgio Laurentys          | 1-7       |
| Gebhardt Motorsport    | Honda      | Honda CBR 600RR      | P    | 82  | Walteny Amaral            | Todas     |
| AF2 Motorsport         | Montesa    | Montesa Eagle 11     | P    | 60  | Jaime Cristóbal           | 2         |
| AF2 Motorsport         | Montesa    | Montesa Eagle 11     | P    | 87  | Nicolas Crexell           | 8         |
| BHK Motorsport         | Bimota     | Bimota Fastrac 8250  | P    | 76  | Igor Ernica               | 1-2 y 4   |
| BHK Motorsport         | Bimota     | Bimota Fastrac 8250  | P    | 70  | Marcos Fortunato          | 2, 6 y 8  |
| Bretton Racing         | Yamaha     | Yamaha YZF-R6        | P    | 32  | Matias Ordonez            | 6         |
| More Motorsport        | Montesa    | Montesa Eagle 11     | P    | 33  | Sérgio Dias               | 7         |
| Reiter Engineering     | Kawasaki   | Kawasaki Ninja ZX-6R | P    | 49  | Sebastian Salom           | 7         |
| Reiter Engineering     | Kawasaki   | Kawasaki Ninja ZX-6R | P    | 73  | Osmar Cefrin              | 7         |
| Mühlner Motorsport     | Yamaha     | Yamaha YZF-R6        | P    | 95  | Charles Heidmann          | 6-7       |
| Mühlner Motorsport     | Yamaha     | Yamaha YZF-R6        | P    | 65  | Júlio Fortunato           | 2         |
| Mühlner Motorsport     | Yamaha     | Yamaha YZF-R6        | P    | 61  | Marciano Santin           | 1-3 y 5   |
| MRS-GT Racing          | Yamaha     | Yamaha YZF-R6        | P    | 90  | Breno Pinto               | 8         |
| MRS-GT Racing          | Yamaha     | Yamaha YZF-R6        | P    | 16  | Luís Ferraz               | 8         |
| MRS-GT Racing          | Yamaha     | Yamaha YZF-R6        | P    | 74  | Victor Moura              | 8         |
| Cerciari Racing School | Yamaha     | Yamaha YZF-R6        | P    | 83  | Eduardo Costa Neto "Dudu" | 2-4 y 6   |
| Cerciari Racing School | Yamaha     | Yamaha YZF-R6        | P    | 35  | Márcio Borotolini         | 8         |
| Racing Experience      | Honda      | Honda CBR 600RR      | P    | 34  | Flávio Sukar              | 3         |
| Racing Experience      | Honda      | Honda CBR 600RR      | P    | 5   | Thiago Fonseca            | 1-3       |
| MMi Motorsport         | BMW        | BMW S6RR             | P    | 63  | Lucas Bittencourt         | 4 y 6-8   |
| MMi Motorsport         | BMW        | BMW S6RR             | P    | 9   | Douglas Figueiredo        | 2         |
| Konrad Motorsport      | Kawasaki   | Kawasaki Ninja ZX-6R | P    | 38  | Sérgio Corrêa             | 7         |
| Konrad Motorsport      | Kawasaki   | Kawasaki Ninja ZX-6R | P    | 47  | Paulinho Kamba            | 1         |
| Aust Motorsport        | KTM        | KTM CS 600           | P    | 93  | Tércio Ulisses Dalmass    | 1         |
| Aust Motorsport        | KTM        | KTM CS 600           | P    | 27  | Renato Andreghetto        | 8         |

| Legenda             |
| ------------------- |
| Piloto da Temporada |
| Piloto Convidado    |
| Piloto Substituto   |

### GP 250R
| Equipe                 | Construtor | Moto                 | Pneu | N.° | Nome do piloto     | Rodada    |
| ---------------------- | ---------- | -------------------- | ---- | --- | ------------------ | --------- |
| PlayStation PRT        | Honda      | Honda CBR250T        | P    | 69  | Meikon Kawakami    | Todas     |
| PlayStation PRT        | Honda      | Honda CBR250T        | P    | 62  | Ton Kawakami       | Todas     |
| Antena 3 Racing Team   | Honda      | Honda CBR250T        | P    | 66  | Lucas Torres       | Todas     |
| Antena 3 Racing Team   | Honda      | Honda CBR250T        | P    | 8   | Marcelo Fernandes  | 8         |
| Semprucci Biesse-Group | KTM        | KTM RC 390 R         | P    | 32  | Maycon Benassi     | 1-7       |
| Semprucci Biesse-Group | KTM        | KTM RC 390 R         | P    | 33  | Wagner Augusto     | 2         |
| Semprucci Biesse-Group | KTM        | KTM RC 390 R         | P    | 29  | Rafael Rodrigues   | 5         |
| Edo Racing             | Kawasaki   | Kawasaki Ninja Z400  | P    | 42  | Gabriel da Silva   | 3-4       |
| Edo Racing             | Kawasaki   | Kawasaki Ninja Z400  | P    | 57  | Julio Castroviejo  | 2         |
| KR Sport               | Kasinski   | Kasinski Olympus 250 | P    | 27  | Felipe de Carli    | 7         |
| KR Sport               | Kasinski   | Kasinski Olympus 250 | P    | 75  | Giovandro Tonini   | 1-7       |
| Shell Advance Honda    | Honda      | Honda CBR250T        | P    | 55  | Bruno Borges       | 5-8       |
| Shell Advance Honda    | Honda      | Honda CBR250T        | P    | 5   | Brian David        | 2-8       |
| Hitman RC Racing       | Honda      | Honda CBR250T        | P    | 80  | Djonatas Rosa      | 1-3 y 7   |
| Hitman RC Racing       | Honda      | Honda CBR250T        | P    | 43  | Rafael Portaluppi  | 1 y 7     |
| Team Harc Pro          | Honda      | Honda CBR250T        | P    | 95  | Pedro Felício      | 5         |
| Team Harc Pro          | Honda      | Honda CBR250T        | P    | 97  | Lucas Prates       | 7         |
| SP Tadao Racing        | Honda      | Honda CBR250T        | P    | 19  | Fernando Santos    | 2         |
| SP Tadao Racing        | Honda      | Honda CBR250T        | P    | 94  | Guilherme Brito    | 5-8       |
| PR2 Motorsport         | Yamaha     | Yamaha YZF-R3        | P    | 31  | José Duarte        | Todas     |
| PR2 Motorsport         | Yamaha     | Yamaha YZF-R3        | P    | 28  | Herbet Pereira     | 2-5 y 7-8 |
| Petronas Sprinta       | Yamaha     | Yamaha YZF-R3        | P    | 7   | Suel Dirluiz       | Todas     |
| Petronas Sprinta       | Yamaha     | Yamaha YZF-R3        | P    | 78  | Nic Nottingham     | 1-6       |
| Team Neuauto           | Kawasaki   | Kawasaki Ninja Z400  | P    | 77  | Rafinha Traldi     | Todas     |
| Team Neuauto           | Kawasaki   | Kawasaki Ninja Z400  | P    | 16  | Marlinton dos Reis | 1 y 7     |
| Racing Factory         | Kasinski   | Kasinski Olympus 250 | P    | 96  | Léo Muniz          | 2         |
| M3 Competicion         | Honda      | Honda CBR250T        | P    | 74  | Maurício Colussi   | 7         |
| Styl Moto Racing       | Honda      | Honda CBR250T        | P    | 90  | Márcio Miranda     | 2, 4 y 6  |
| Styl Moto Racing       | Honda      | Honda CBR250T        | P    | 1   | Gabriel Mattes     | 1 y 7     |
| Styl Moto Racing       | Honda      | Honda CBR250T        | P    | 15  | Kaywan Freire      | 5         |
| Promoto Sport          | Yamaha     | Yamaha YZF-R3        | P    | 36  | Renzo Ferreira     | 8         |
| Promoto Sport          | Yamaha     | Yamaha YZF-R3        | P    | 37  | Rodrigo Ilário     | 6         |
| Vasco Rossi Racing     | Honda      | Honda CBR250T        | P    | 34  | William Ribeiro    | 2         |
| Vasco Rossi Racing     | Honda      | Honda CBR250T        | P    | 2   | Renato Leite       | 7         |
| Vasco Rossi Racing     | Honda      | Honda CBR250T        | P    | 99  | Wanderson Bandeira | 2         |
| Aluma-Lite Racing      | Kawasaki   | Kawasaki Ninja Z400  | P    | 18  | Dilson Fernandes   | 2-6 y 8   |
| Aluma-Lite Racing      | Kawasaki   | Kawasaki Ninja Z400  | P    | 23  | Guilber dos Reis   | 1 y 7     |
| Team Motorola          | Yamaha     | Yamaha YZF-R3        | P    | 89  | Gabriel Stein      | 6         |
| Team Motorola          | Yamaha     | Yamaha YZF-R3        | P    | 53  | Douglas Henrique   | 7         |
| FGF Battaini Racing    | Suzuki     | Suzuki GSX-R 300     | P    | 85  | Pedro Ramos        | 5         |
| FGF Battaini Racing    | Suzuki     | Suzuki GSX-R 300     | P    | 39  | Gustavo Henriques  | 2         |

| Legenda             |
| ------------------- |
| Piloto da Temporada |
| Piloto Convidado    |
| Piloto Substituto   |

## Resultados

### GP 1000
| Ronda | Circuito                           | Fecha            | Pole Position     | Vuelta rápida     | Piloto ganador    | Equipo ganador                           | Constructor | Ref.   |
| ----- | ---------------------------------- | ---------------- | ----------------- | ----------------- | ----------------- | ---------------------------------------- | ----------- | ------ |
| 1     | Grande Prêmio de Santa Cruz do Sul | 4 de mayo        | Matthieu Lussiana | Matthieu Lussiana | Matthieu Lussiana | BMW Motorrad Petronas Alex Barros Racing | BMW         | [ 12 ] |
| 2     | Grande Prêmio de São Paulo         | 15 de junio      | Danny Eslick      | Danny Eslick      | Danny Eslick      | M2B Racing                               | Kawasaki    | [ 13 ] |
| 3     | Grande Prêmio Motul                | 27 de julio      | Matthieu Lussiana | Diego Pierluigi   | Diego Pierluigi   | PRT                                      | Kawasaki    | [ 14 ] |
| 4     | Grande Prêmio Cascavel             | 31 de agosto     | Matthieu Lussiana | Miguel Praia      | Wesley Gutierrez  | Tecfil Racing Team                       | Kawasaki    | [ 15 ] |
| 5     | Grande Prêmio Goiás                | 21 de septiembre | Matthieu Lussiana | Matthieu Lussiana | Matthieu Lussiana | BMW Motorrad Petronas Alex Barros Racing | BMW         | [ 16 ] |
| 6     | Grande Prêmio de Curitiba          | 26 de octubre    | Matthieu Lussiana | Wesley Gutierrez  | Wesley Gutierrez  | Tecfil Racing Team                       | Kawasaki    | [ 17 ] |
| 7     | Grande Prêmio Lubrax               | 23 de noviembre  | Matthieu Lussiana | Matthieu Lussiana | Matthieu Lussiana | BMW Motorrad Petronas Alex Barros Racing | BMW         | [ 18 ] |
| 8     | Grande Prêmio Goiânia              | 14 de diciembre  | Matthieu Lussiana | Matthieu Lussiana | Matthieu Lussiana | BMW Motorrad Petronas Alex Barros Racing | BMW         | [ 19 ] |

### GP Light
| Ronda | Circuito                           | Fecha            | Pole Position   | Vuelta rápida   | Piloto ganador  | Equipo ganador         | Constructor | Ref.   |
| ----- | ---------------------------------- | ---------------- | --------------- | --------------- | --------------- | ---------------------- | ----------- | ------ |
| 1     | Grande Prêmio de Curitiba          | 3 de mayo        | Nicolas Tortone | Elias Marçal    | Nicolas Tortone | MGBikes Yamaha Racing  | Yamaha      | [ 20 ] |
| 2     | Grande Prêmio de Cascavel          | 31 de mayo       | Nicolas Tortone | Nicolas Tortone | Nicolas Tortone | MGBikes Yamaha Racing  | Yamaha      | [ 21 ] |
| 3     | Grande Prêmio Goiás                | 28 de junio      | Elias Marçal    | Lucas Werneck   | Lucas Werneck   | Kawasaki Racing Brasil | Kawasaki    | [ 22 ] |
| 4     | Grande Prêmio de São Paulo         | 26 de julio      | Nicolas Tortone | Nicolas Tortone | Nicolas Tortone | MGBikes Yamaha Racing  | Yamaha      | [ 23 ] |
| 5     | Grande Prêmio Pirelli              | 30 de agosto     | Nicolas Tortone | Lucas Bernabéu  | Nicolas Tortone | MGBikes Yamaha Racing  | Yamaha      | [ 24 ] |
| 6     | Grande Prêmio de Brasília          | 27 de septiembre | Nicolas Tortone | Nicolas Tortone | Nicolas Tortone | MGBikes Yamaha Racing  | Yamaha      | [ 25 ] |
| 7     | Grande Prêmio de Santa Cruz do Sul | 25 de octubre    | Nicolas Tortone | Juarez Gomes    | Nicolas Tortone | MGBikes Yamaha Racing  | Yamaha      | [ 26 ] |
| 8     | Grande Prêmio Petrobrás            | 29 de noviembre  | Nicolas Tortone | Nicolas Tortone | Nicolas Tortone | MGBikes Yamaha Racing  | Yamaha      | [ 27 ] |

### GP 600
| Ronda | Circuito                           | Fecha            | Pole Position       | Vuelta rápida       | Piloto ganador      | Equipo ganador         | Constructor | Ref.   |
| ----- | ---------------------------------- | ---------------- | ------------------- | ------------------- | ------------------- | ---------------------- | ----------- | ------ |
| 1     | Grande Prêmio de Santa Cruz do Sul | 4 de mayo        | Joélsu da Silva     | Maximiliano Gerardo | Maximiliano Gerardo | Carlos Barcelos Racing | Yamaha      | [ 28 ] |
| 2     | Grande Prêmio de São Paulo         | 15 de junio      | Maximiliano Gerardo | Pedro Sampaio       | Maximiliano Gerardo | Carlos Barcelos Racing | Yamaha      | [ 29 ] |
| 3     | Grande Prêmio Motul                | 27 de julio      | Maximiliano Gerardo | Maximiliano Gerardo | Maximiliano Gerardo | Carlos Barcelos Racing | Yamaha      | [ 30 ] |
| 4     | Grande Prêmio Cascavel             | 31 de agosto     | Joélsu da Silva     | André Veríssimo     | Joélsu da Silva     | Igax Team              | Honda       | [ 31 ] |
| 5     | Grande Prêmio Goiás                | 21 de septiembre | Maximiliano Gerardo | Sebastián Martínez  | Juan Solorza        | Carlos Barcelos Racing | Yamaha      | [ 32 ] |
| 6     | Grande Prêmio de Curitiba          | 26 de octubre    | Juan Solorza        | Juan Solorza        | Juan Solorza        | Carlos Barcelos Racing | Yamaha      | [ 33 ] |
| 7     | Grande Prêmio Lubrax               | 23 de noviembre  | Sebastián Martínez  | Juan Solorza        | Juan Solorza        | Carlos Barcelos Racing | Yamaha      | [ 34 ] |
| 8     | Grande Prêmio Goiânia              | 14 de diciembre  | Maximiliano Gerardo | Matheus Oliveira    | Maximiliano Gerardo | Carlos Barcelos Racing | Yamaha      | [ 35 ] |

### GP 250R
| Ronda | Circuito                           | Fecha            | Pole Position   | Vuelta rápida    | Piloto ganador  | Equipo ganador       | Constructor | Ref.   |
| ----- | ---------------------------------- | ---------------- | --------------- | ---------------- | --------------- | -------------------- | ----------- | ------ |
| 1     | Grande Prêmio de Santa Cruz do Sul | 4 de mayo        | Meikon Kawakami | Meikon Kawakami  | Meikon Kawakami | PlayStation PRT      | Honda       | [ 36 ] |
| 2     | Grande Prêmio de São Paulo         | 15 de junio      | Brian David     | Lucas Torres     | Lucas Torres    | Antena 3 Racing Team | Honda       | [ 37 ] |
| 3     | Grande Prêmio Motul                | 27 de julio      | Brian David     | Brian David      | Brian David     | Shell Advance Honda  | Honda       | [ 38 ] |
| 4     | Grande Prêmio Cascavel             | 31 de agosto     | Meikon Kawakami | Ton Kawakami     | Meikon Kawakami | PlayStation PRT      | Honda       | [ 39 ] |
| 5     | Grande Prêmio Goiás                | 21 de septiembre | Lucas Torres    | Herbet Pereira   | Lucas Torres    | Antena 3 Racing Team | Honda       | [ 40 ] |
| 6     | Grande Prêmio de Curitiba          | 26 de octubre    | Brian David     | Brian David      | Brian David     | Shell Advance Honda  | Honda       | [ 41 ] |
| 7     | Grande Prêmio Lubrax               | 23 de noviembre  | Lucas Torres    | Giovandro Tonini | Lucas Torres    | Antena 3 Racing Team | Honda       | [ 42 ] |
| 8     | Grande Prêmio Goiânia              | 14 de diciembre  | Brian David     | Meikon Kawakami  | Meikon Kawakami | PlayStation PRT      | Honda       | [ 43 ] |

## Calificación general

### GP 1000
| Pos. | Rider                | Moto     | Clase | SCZ | SPO | MOT | CAS | GOI | CTB | LUB | GNA | Pts. |
| ---- | -------------------- | -------- | ----- | --- | --- | --- | --- | --- | --- | --- | --- | ---- |
| 1    | Matthieu Lussiana    | BMW      | PRO   | 1   | 2   | 2   | Ret | 1   | Ret | 1   | 1   | 140  |
| 2    | Wesley Gutierrez     | Kawasaki | PRO   | 2   | 3   | 15  | 1   | 6   | 1   | 4   | 2   | 130  |
| 3    | Luciano Ribodino     | BMW      | PRO   | 5   | Ret | 3   | 3   | 2   | Ret | 2   | 4   | 96   |
| 4    | Miguel Praia         | Honda    | PRO   | 3   | 5   | 8   | 2   |     | 4   | 3   | 7   | 93   |
| 5    | Danilo Lewis         | Kawasaki | PRO   | 4   | 18  | 4   | 4   | 4   | 2   | 6   | 6   | 92   |
| 6    | Diego Faustino       | Suzuki   | PRO   | Ret | 6   | 7   | 7   | 3   | 5   |     |     | 55   |
| 7    | Nico Ferreira        | Kawasaki | PRO   | 7   | 10  | 5   |     |     | 9   | 7   | 8   | 50   |
| 8    | Diego Pierluigi      | Kawasaki | PRO   |     |     | 1   | Ret | NL  | Ret | Ret | 3   | 41   |
| 9    | Renato Andreguetto   | Suzuki   | PRO   | 8   | 9   | 11  | 6   | Ret | 7   |     |     | 39   |
| 10   | Alan Douglas Santos  | Suzuki   | PRO   |     | Ret | 9   | 5   | Ret | Ret | 5   |     | 29   |
| 11   | Marco Solorza        | Kawasaki | PRO   |     |     |     |     | DSQ | 3   | Ret | 5   | 27   |
| 12   | Danny Eslick         | Kawasaki | PRO   |     | 1   |     |     |     |     |     |     | 25   |
| 13   | Lucas Barros         | BMW      | PRO   | 11  | 7   | 12  | NL  |     |     | Ret | 10  | 24   |
| 14   | Sérgio Fasci         | Yamaha   | PRO   | 6   | 14  | Ret | Ret | Ret | 8   | Ret | 14  | 22   |
| 15   | Marcos Salles        | Honda    | PRO   | 10  | 19  | Ret | 9   |     | Ret | 8   |     | 21   |
| 16   | Victor Moura         | BMW      | PRO   |     |     |     | Ret | 7   | 6   |     |     | 19   |
| 17   | Naser Al Malki       | Kawasaki | PRO   |     | 11  | 6   | Ret | Ret |     |     | 12  | 19   |
| 18   | Luís Fittipaldi      | Kawasaki | PRO   | 13  | 17  | 13  | 8   | Ret |     |     | 13  | 17   |
| 19   | Nick Iatauro         | Suzuki   | PRO   | Ret | 12  | 10  | Ret | Ret | NL  |     | 11  | 15   |
| 20   | Sebastiano Zerbo     | Ducati   | PRO   |     | 4   |     | Ret |     |     |     |     | 13   |
| 21   | Phillippe Thiriet    | Kawasaki | PRO   | Ret |     |     | 10  | Ret | 10  |     |     | 12   |
| 22   | Douglas Figueiredo   | BMW      | PRO   |     |     |     |     | 5   | Ret |     |     | 11   |
| 23   | Diego Pretel         | Ducati   | PRO   |     | 8   |     |     |     |     |     |     | 8    |
| 24   | Danilo Andric        | BMW      | PRO   | 9   | Ret | Ret |     |     |     |     |     | 7    |
| 25   | Martín Solorza       | Kawasaki | PRO   |     |     |     |     |     |     |     | 9   | 7    |
| 26   | Daniel Lenzi         | BMW      | PRO   | 12  | 16  |     | Ret |     |     |     |     | 4    |
| 27   | Alecsandre De Grandi | Honda    | PRO   |     | 13  |     |     |     |     |     |     | 3    |
| 28   | Alex Barros          | BMW      | PRO   |     |     | 14  |     |     |     |     |     | 2    |
| 29   | Ricieri Luvizotto    | Kawasaki | PRO   | Ret | 15  | 16  | Ret | NL  |     |     |     | 1    |
| 30   | Pierre Chofard       | Suzuki   | PRO   |     |     |     |     |     |     |     | Ret | 0    |
| 31   | Robson Portaluppi    | Kawasaki | PRO   |     |     |     |     |     |     | Ret |     | 0    |
| 32   | Márcio Luchese       | Honda    | PRO   |     |     |     |     |     |     | Ret |     | 0    |
| Pos. | Rider                | Moto     | Clase | SCZ | SPO | MOT | CAS | GOI | CTB | LUB | GNA | Pts. |

### GP Light
| Pos. | Rider              | Moto     | Clase | SCZ | SPO | MOT | CAS | GOI | CTB | LUB | GNA | Pts. |
| ---- | ------------------ | -------- | ----- | --- | --- | --- | --- | --- | --- | --- | --- | ---- |
| 1    | Nicolas Tortone    | Yamaha   | LGT   | 1   | 1   | 3   | 1   | 1   | 1   | 1   | 1   | 191  |
| 2    | Lucas Werneck      | Kawasaki | LGT   | 2   | 2   | 1   | 2   | 2   | 11  | 2   | 2   | 150  |
| 3    | Bruno Pedrosa      | Honda    | LGT   | 4   | 8   | 2   | 6   | 7   | 2   | 4   | 15  | 94   |
| 4    | Elias Marçal       | Kawasaki | LGT   | 3   | 4   | Ret | 10  | 8   | 4   | 6   | 3   | 82   |
| 5    | Matías Moreno      | BMW      | LGT   | Ret | 13  | 4   | 3   | 9   | 6   | 7   | 16  | 58   |
| 6    | Juarez Gomes       | Kawasaki | LGT   | 5   | 3   | 5   | Ret | 6   | 3   | Ret | Ret | 64   |
| 7    | Anderson Branco    | Ducati   | LGT   | Ret | 7   | 6   | 4   | 16  | 5   | 8   | 7   | 60   |
| 8    | Hudson Bazard      | Yamaha   | LGT   | 8   | 12  | Ret | 9   | Ret | 7   | 3   | 4   | 57   |
| 9    | Lucas Bernabéu     | Kawasaki | LGT   |     | 10  | Ret | 11  | 3   | 10  | 5   | 5   | 55   |
| 10   | Yangel Herrera     | Yamaha   | LGT   | 11  | 6   | 10  | 5   | 4   | Ret | Ret | 6   | 55   |
| 11   | Lucas Jardim       | Honda    | LGT   | 9   | 15  | Ret | 7   | 5   | 9   | 9   | 9   | 49   |
| 12   | Selmir Carmo       | Ducati   | LGT   | 7   | 5   | 13  | 8   | Ret | 8   | Ret | 10  | 45   |
| 13   | Jonathan Valentim  | BMW      | LGT   |     |     |     | 20  | 10  | 16  | 10  | 8   | 20   |
| 14   | Geraldo Gouvêia    | Kawasaki | LGT   | 10  | 11  | 9   | 14  |     |     |     |     | 20   |
| 15   | Édson Serafim      | Yamaha   | LGT   | Ret | 9   | 8   | 13  | 13  | Ret | 15  |     | 22   |
| 16   | Elmir Gonçalves    | Kawasaki | LGT   | 12  | 24  | 7   | Ret |     | 14  | DNS | WD  | 15   |
| 17   | Ismael Araújo      | BMW      | LGT   | 6   |     |     |     |     |     |     | 12  | 14   |
| 18   | Eric Borsani       | Yamaha   | LGT   |     | 17  | 14  | 12  | 11  |     |     |     | 11   |
| 19   | Mário Romancini    | Yamaha   | LGT   |     |     |     | 16  | 22  | 15  | 12  | 13  | 8    |
| 20   | Darling Cardoso    | Kawasaki | LGT   |     |     |     |     | 17  | 17  | 14  | 11  | 7    |
| 21   | Reginaldo França   | Kawasaki | LGT   |     |     | 11  |     |     |     |     | 24  | 5    |
| 22   | Marcelo Mallo      | BMW      | LGT   |     |     |     |     |     | 12  | 16  | Ret | 4    |
| 23   | Nilton Eduardo     | Kawasaki | LGT   | 17  |     |     |     | 12  |     |     |     | 4    |
| 24   | Carlo Romani       | Kawasaki | LGT   |     |     | 12  |     |     |     |     |     | 4    |
| 25   | Vinícius Mauri     | BMW      | LGT   | Ret | Ret | Ret | Ret | 27  | 13  | 23  | 23  | 3    |
| 26   | Gabriel Peralta    | Kawasaki | LGT   |     |     |     |     |     | Ret | 13  |     | 3    |
| 27   | Gérson Borges      | Yamaha   | LGT   | 13  | DNS | WD  |     |     |     |     | 18  | 3    |
| 28   | Hiroki Mawatari    | Suzuki   | LGT   | 16  | 14  | 16  | Ret | 21  | 18  | 11  |     | 2    |
| 29   | Gabriel Cantonatti | Kawasaki | LGT   | 24  | Ret | 18  | 22  | 23  | 19  | 17  | 14  | 2    |
| 30   | Ernesto Brandão    | Honda    | LGT   | 14  | WD  |     |     |     |     |     |     | 2    |
| 31   | Adriano Pizzonia   | Yamaha   | LGT   |     |     |     |     | 14  |     |     |     | 2    |
| 32   | Dênis Abreu        | Yamaha   | LGT   | 19  | 20  | Ret | 19  | 15  |     |     |     | 1    |
| 33   | Max Oliveira       | Yamaha   | LGT   | 15  | 19  | Ret | 23  | 25  | 20  | 21  |     | 1    |
| 34   | Lindomar Gartz     | Honda    | LGT   |     |     |     | 15  | 20  |     |     |     | 1    |
| 35   | Eric Monjonell     | Honda    | LGT   |     |     | 15  |     |     |     |     |     | 1    |
| 36   | Valmir Evang       | KTM      | LGT   |     | 16  |     |     |     |     |     |     | 0    |
| 37   | Rafael Sportelli   | Kawasaki | LGT   | 18  | 23  | 17  | 18  | 26  | 21  | 19  |     | 0    |
| 38   | Marcelo Catori     | Honda    | LGT   | Ret | Ret | 21  | 17  | 24  | 26  | 22  | 19  | 0    |
| 39   | Cristiano Reis     | BMW      | LGT   |     |     | WD  |     |     |     |     | 17  | 0    |
| 40   | Renato Cattalini   | Aprilia  | LGT   | Ret | 22  | 19  | Ret | 28  | 22  | 18  |     | 0    |
| 41   | Robert Allaer      | BMW      | LGT   | 20  | 21  | WD  | 25  | 18  | 24  | 25  |     | 0    |
| 42   | Warley Nascimento  | Kawasaki | LGT   |     | 18  |     |     |     |     |     |     | 0    |
| 43   | Pedro Osório       | Kawasaki | LGT   |     |     |     |     |     | 23  | Ret | 20  | 0    |
| 44   | Ernesto Otero      | BMW      | LGT   | Ret | DNQ | 20  | 26  | DNS | DNS | 26  |     | 0    |
| 45   | Ildeu Ferreira     | Yamaha   | LGT   |     |     |     |     |     |     | 20  |     | 0    |
| 46   | Charles Gruenberg  | Suzuki   | LGT   | 21  | Ret | Ret | 21  | 19  |     |     |     | 0    |
| 47   | Roberto Xavier     | BMW      | LGT   |     |     |     |     |     |     |     | 21  | 0    |
| 48   | Renan Pizzi        | Kawasaki | LGT   | 22  | Ret | Ret |     |     |     |     |     | 0    |
| 49   | Hiran Amorim       | Kawasaki | LGT   |     |     |     |     |     |     |     | 22  | 0    |
| 50   | Ricardo Vassmer    | KTM      | LGT   | 23  |     |     |     |     |     |     |     | 0    |
| 51   | José Marciano      | KTM      | LGT   |     |     |     |     |     | 25  | 24  | Ret | 0    |
| 52   | Valery Fernández   | Aprilia  | LGT   |     |     |     | 24  |     |     |     |     | 0    |
| 53   | Fernando Herrero   | Yamaha   | LGT   |     |     |     |     |     |     | 27  |     | 0    |
| 54   | Luciano Müller     | Honda    | LGT   |     |     |     |     |     |     |     | Ret | 0    |
| 55   | Carlos Bordoni     | Honda    | LGT   | Ret |     |     |     |     |     |     |     | 0    |
| 56   | Fabian Leyton      | Yamaha   | LGT   |     | Ret |     |     |     |     |     |     | 0    |
| 57   | Rick Rosin         | BMW      | LGT   |     |     | Ret |     |     |     |     |     | 0    |
| 58   | Geziel Ramos       | KTM      | LGT   |     |     |     |     | Ret |     |     |     | 0    |
| 59   | Jerry Andrade      | Suzuki   | LGT   |     |     |     |     |     | Ret |     |     | 0    |
| 60   | Márcio Faria       | Honda    | LGT   |     |     |     |     |     | DNQ |     |     | 0    |
| 61   | Bruno Luciano      | Kawasaki | LGT   |     |     |     |     |     |     |     | Ret | 0    |
| 62   | Eduado Santos      | Kawasaki | LGT   |     |     |     |     |     |     |     | Ret | 0    |
| Pos. | Rider              | Moto     | Clase | SCZ | SPO | MOT | CAS | GOI | CTB | LUB | GNA | Pts. |

### GP 600
| Pos. | Rider                     | Moto     | Clase | SCZ | SPO | MOT | CAS | GOI | CTB | LUB | GNA | Pts. |
| ---- | ------------------------- | -------- | ----- | --- | --- | --- | --- | --- | --- | --- | --- | ---- |
| 1    | Maximiliano Gerardo       | Yamaha   | PRO   | 1   | 1   | 1   | Ret | 2   |     |     | 1   | 120  |
| 2    | Joélsu da Silva           | Honda    | PRO   | 2   | 3   | Ret | 1   | 6   | 4   | 2   | 6   | 114  |
| 3    | Pedro Sampaio             | BMW      | PRO   | 3   | 4   | 2   | Ret | 4   | 3   | 3   | 2   | 114  |
| 4    | André Veríssimo           | Yamaha   | PRO   | 9   | 5   | 4   | 4   | 5   | 6   | 5   | 5   | 87   |
| 5    | Sebastián Martínez        | Kawasaki | PRO   |     |     |     | 3   | 3   | 2   | 4   | 4   | 78   |
| 6    | Juan Solorza              | Yamaha   | PRO   |     |     |     |     | 1   | 1   | 1   |     | 75   |
| 7    | Matheus Oliveira          | Kawasaki | PRO   | 4   | 6   | 3   | 10  | Ret | 5   | DSQ | 3   | 72   |
| 8    | Alex Pires                | Suzuki   | PRO   | 11  | 11  | 7   | 7   | 7   | 9   | 8   | 10  | 58   |
| 9    | Sérgio Laurentys          | Honda    | PRO   | 8   | 8   | 5   | DSQ | 8   | 7   | 7   |     | 53   |
| 10   | Lucas Bittencourt         | BMW      | PRO   |     |     |     | 2   |     | 8   | 6   | 8   | 46   |
| 11   | Marcelo Dias              | Suzuki   | PRO   | 12  | 12  |     | 5   | 10  | 11  | 9   | 11  | 42   |
| 12   | Antônio Télvio            | Yamaha   | PRO   | 13  | 17  | 9   | 8   | 11  | 13  | 10  | 12  | 36   |
| 13   | Marciano Santin           | Yamaha   | PRO   | 6   | 7   | 8   |     | 9   |     |     |     | 34   |
| 14   | Eduardo Costa Neto "Dudu" | Yamaha   | PRO   |     | Ret | 6   | 6   |     | 10  |     |     | 26   |
| 15   | Walteny Amaral            | Honda    | PRO   | 15  | 18  | 10  | 9   | 12  | 14  | 11  | 16  | 25   |
| 16   | Douglas Figueiredo        | BMW      | PRO   |     | 2   |     |     |     |     |     |     | 20   |
| 17   | Thiago Fonseca            | Honda    | PRO   | 7   | 15  | 11  |     |     |     |     |     | 15   |
| 18   | Paulinho Kamba            | Kawasaki | PRO   | 5   |     |     |     |     |     |     |     | 11   |
| 19   | Renato Andreghetto        | KTM      | PRO   |     |     |     |     |     |     |     | 7   | 9    |
| 20   | Marcos Fortunato          | Bimota   | PRO   |     | 14  |     |     |     | 12  |     | 13  | 9    |
| 21   | Igor Ernica               | Bimota   | PRO   | Ret | 9   |     | Ret |     |     |     |     | 7    |
| 22   | Márcio Borotolini         | Yamaha   | PRO   |     |     |     |     |     |     |     | 9   | 7    |
| 23   | Ricardo Fox               | BMW      | PRO   |     | 10  |     |     |     |     |     |     | 6    |
| 24   | Tércio Ulisses Dalmass    | KTM      | PRO   | 10  |     |     |     |     |     |     |     | 6    |
| 25   | Charles Heidmann          | Yamaha   | PRO   |     |     |     |     |     | Ret | 12  |     | 4    |
| 26   | Júlio Fortunato           | Yamaha   | PRO   |     | 13  |     |     |     |     |     |     | 3    |
| 27   | Sérgio Corrêa             | Kawasaki | PRO   |     |     |     |     |     |     | 13  |     | 3    |
| 28   | Breno Pinto               | Yamaha   | PRO   |     |     |     |     |     |     |     | 14  | 2    |
| 29   | Marcus Trotta             | Honda    | PRO   | 14  |     |     |     |     |     |     |     | 2    |
| 30   | Osmar Cefrin              | Kawasaki | PRO   |     |     |     |     |     |     | 14  |     | 2    |
| 31   | Matias Ordonez            | Yamaha   | PRO   |     |     |     |     |     | 15  |     |     | 1    |
| 32   | Sebastian Salom           | Kawasaki | PRO   |     |     |     |     |     |     | 15  |     | 1    |
| 33   | Luís Ferraz               | Yamaha   | PRO   |     |     |     |     |     |     |     | 15  | 1    |
| 34   | Charles Bortolosso        | Honda    | PRO   |     | 16  |     |     |     |     |     |     | 0    |
| 35   | Victor Moura              | Yamaha   | PRO   |     |     |     |     |     |     |     | Ret | 0    |
| 36   | Flávio Sukar              | Honda    | PRO   |     |     | Ret |     |     |     |     |     | 0    |
| 37   | Sérgio Dias               | Montesa  | PRO   |     |     |     |     |     |     | Ret |     | 0    |
| 38   | Nicolas Crexell           | Montesa  | PRO   |     |     |     |     |     |     |     | DSQ | 0    |
| 39   | Jaime Cristóbal           | Montesa  | PRO   |     | DNS |     |     |     |     |     |     | 0    |
| Pos. | Rider                     | Moto     | Clase | SCZ | SPO | MOT | CAS | GOI | CTB | LUB | GNA | Pts. |

### GP 250R
| Pos. | Rider              | Moto     | Clase | SCZ | SPO | MOT | CAS | GOI | CTB | LUB | GNA | Pts. |
| ---- | ------------------ | -------- | ----- | --- | --- | --- | --- | --- | --- | --- | --- | ---- |
| 1    | Meikon Kawakami    | Honda    | PRO   | 1   | 2   | 4   | 1   | 3   | 7   | 2   | 1   | 153  |
| 2    | Lucas Torres       | Honda    | PRO   | 6   | 1   | 5   | 4   | 1   | 4   | 1   | 3   | 138  |
| 3    | Brian David        | Honda    | PRO   |     | Ret | 1   | 2   | 8   | 1   | DNS | 2   | 98   |
| 4    | José Duarte        | Yamaha   | PRO   | 4   | 16  | 2   | 3   | 6   | 3   | 5   | 5   | 97   |
| 5    | Giovandro Tonini   | Kawasaki | PRO   | 2   | 3   | 9   | 7   | 9   | 5   | 3   |     | 86   |
| 6    | Ton Kawakami       | Honda    | PRO   | Ret | 5   | 6   | 5   | 5   | 2   | Ret | 4   | 76   |
| 7    | Nic Nottingham     | Yamaha   | PRO   | 7   | 9   | 10  | 9   | 10  | 9   |     |     | 42   |
| 8    | Suel Dirluiz       | Yamaha   | PRO   | 8   | 17  | 7   | 6   | 16  | 6   | DNS | Ret | 37   |
| 9    | Herbet Pereira     | Yamaha   | PRO   |     | DSQ | 3   | Ret | 2   |     | 18  | Ret | 36   |
| 10   | Maycon Benassi     | KTM      | PRO   | Ret | 10  | 12  | Ret | 11  | 10  | 8   |     | 29   |
| 11   | Bruno Borges       | Honda    | PRO   |     |     |     |     | 7   | Ret | 6   | 8   | 27   |
| 12   | Márcio Miranda     | Honda    | PRO   |     | 6   |     | 8   |     | 8   |     |     | 26   |
| 13   | Dilson Fernandes   | Kawasaki | PRO   |     |     | 13  | 11  | Ret | 3   | Ret |     | 24   |
| 14   | Rafinha Traldi     | Kawasaki | PRO   |     | 15  | 11  | 10  | 12  | Ret |     | 9   | 23   |
| 15   | Guilherme Brito    | Honda    | PRO   |     |     |     |     | 15  | 12  | 9   | 6   | 22   |
| 16   | Gabriel Mattes     | Honda    | PRO   | 3   |     |     |     |     |     | Ret |     | 16   |
| 17   | William Ribeiro    | Honda    | PRO   |     | 3   |     |     |     |     |     |     | 16   |
| 18   | Djonatas Rosa      | Honda    | PRO   | 5   | 11  | Ret |     |     |     | 17  |     | 16   |
| 19   | Rafael Portaluppi  | Honda    | PRO   | Ret |     |     |     |     |     | 4   |     | 13   |
| 20   | Rafael Rodrigues   | KTM      | PRO   |     |     |     |     | 4   |     |     |     | 13   |
| 21   | Fernando Santos    | Honda    | PRO   |     | 4   |     |     |     |     |     |     | 13   |
| 22   | Renzo Ferreira     | Yamaha   | PRO   |     |     |     |     |     |     |     | 7   | 9    |
| 23   | Julio Castroviejo  | Kawasaki | PRO   |     | 7   |     |     |     |     |     |     | 9    |
| 24   | Gabriel da Silva   | Kawasaki | PRO   |     |     | 8   | Ret |     |     |     |     | 8    |
| 25   | Léo Muniz          | Kasinski | PRO   |     | 8   |     |     |     |     |     |     | 8    |
| 26   | Guilber dos Reis   | Kawasaki | PRO   | DSQ |     |     |     |     |     | 10  |     | 6    |
| 27   | Marcelo Fernandes  | Honda    | PRO   |     |     |     |     |     |     |     | 10  | 6    |
| 28   | Gabriel Stein      | Yamaha   | PRO   |     |     |     |     |     | 11  |     |     | 5    |
| 29   | Douglas Henrique   | Yamaha   | PRO   |     |     |     |     |     |     | 11  |     | 5    |
| 30   | Wanderson Bandeira | Honda    | PRO   |     | 12  |     |     |     |     |     |     | 4    |
| 31   | Felipe de Carli    | Kasinski | PRO   |     |     |     |     |     |     | 12  |     | 4    |
| 32   | Renato Leite       | Honda    | PRO   |     |     |     |     |     |     | 13  |     | 3    |
| 33   | Kaywan Freire      | Honda    | PRO   |     |     |     |     | 13  |     |     |     | 3    |
| 34   | Pedro Ramos        | Suzuki   | PRO   |     |     |     |     | 14  |     |     |     | 2    |
| 35   | Gustavo Henriques  | Suzuki   | PRO   |     | 14  |     |     |     |     |     |     | 2    |
| 36   | Rodrigo Ilário     | Yamaha   | PRO   |     |     |     |     |     | 14  |     |     | 2    |
| 37   | Maurício Colussi   | Honda    | PRO   |     |     |     |     |     |     | 16  |     | 0    |
| 38   | Pedro Felício      | Honda    | PRO   |     |     |     |     | 17  |     |     |     | 0    |
| 39   | Marlinton dos Reis | Kawasaki | PRO   | Ret |     |     |     |     |     | NC  |     | 0    |
| 40   | Lucas Prates       | Honda    | PRO   |     |     |     |     |     |     | Ret |     | 0    |
| 41   | Wagner Augusto     | KTM      | PRO   |     | Ret |     |     |     |     |     |     | 0    |
| Pos. | Rider              | Moto     | Clase | SCZ | SPO | MOT | CAS | GOI | CTB | LUB | GNA | Pts. |

## Cobertura televisiva
Las Carreras de lo Campeonato Brasileño de Superbikes se transmiten por Televisión por Cable incluyendo: ESPN, Fox Sports, Movistar+, CBS Sports y NBC Sports. 

### Cobertura en Brasil
| Transmissão | Transmissão                    |
| ----------- | ------------------------------ |
| SporTV      | Narração: Eugênio Rizzardo     |
| SporTV      | Narração: Rogério Rockenbach   |
| SporTV      | Comentários: Pedro Della Corte |
| SporTV      | Comentários: Karen Battaglia   |

| Transmissão | Transmissão                      |
| ----------- | -------------------------------- |
| Band        | Narração: Eduardo Vaz            |
| Band        | Narração: Márcio Possamai        |
| Band        | Comentários: Gilberto Bertarello |
| Band        | Comentários: Ana Coser Mazutti   |

| Transmissão | Transmissão                         |
| ----------- | ----------------------------------- |
| BandSports  | Narração: Celso Miranda             |
| BandSports  | Narração: Gian Calabrese            |
| BandSports  | Comentários: Robson Amaral          |
| BandSports  | Comentários: Claudia Refatti Benato |

| Transmissão | Transmissão                   |
| ----------- | ----------------------------- |
| YouTube     | Narração: Octávio Muniz       |
| YouTube     | Narração: Thiago Fabris       |
| YouTube     | Comentários: Ivar Castagnetti |
| YouTube     | Comentários: Henrique Gava    |

### Otros países
- Colombia: RCN Televisión y RCN HD2
- Portugal: Sport TV
- Reino Unido: BT Sport
- Canadá: Sportsnet
- España: Movistar+
- Hispanoamérica: ESPN y Star+

### Enlaces de transmisión
| Internet (Global) |
| ----------------- |
| YouTube           |
| Motorsport.tv     |
| Facebook          |
| Zoome             |
| Catve.com         |
| Auto Videos       |
| Twitch            |